# 鮑爾德黑德艾蘭 (北卡羅萊納州)
鮑爾德黑德艾蘭（英語：Bald Head Island）是一個位於美國北卡羅萊納州不倫瑞克縣的村。

## 人口
根據2020年美國人口普查的數據，鮑爾德黑德艾蘭的面積為15.18平方千米，當中陸地面積為10.14平方千米，而水域面積為5.04平方千米。當地共有人口268人，而人口密度為每平方千米18人。